# John Beresford, IV marchese di Waterford
John Beresford, IV marchese di Waterford (27 aprile 1814 – 6 novembre 1866), è stato un politico irlandese.

## Biografia
Era l'ultimogenito di Henry Beresford, II marchese di Waterford, e di sua moglie, Susanna Carpenter. Studiò a Eton College e al Trinity College.   
In seguito entrò nel ministero della Chiesa d'Irlanda ed era il beneficiario di Mullaghbrack e membro dell'Assemblea presbiteriana della Cattedrale di San Patrizio, servendo sotto suo zio, Lord John.

## Matrimonio
Sposò, il 20 febbraio 1843, Christiana Leslie (?-19 maggio 1905), figlia del colonnello Charles Powell Leslie e di Christiana Fosbery. Ebbero cinque figli:
- John Beresford, V marchese di Waterford (1844-1895);
- Lord Charles William (1846-1919);
- Lord William Beresford (1847-1900);
- Lord Marcus Talbot (1848-1922);
- Lord Delaval James (1862-1906).

## Morte
Morì il 6 novembre 1866 a 52 anni.